# Sigrid (inslagkrater)
Sigrid is een inslagkrater op de planeet Venus. Sigrid werd in 1985 genoemd naar Sigrid, een Scandinavische meisjesnaam.
De krater heeft een diameter van 16,2 kilometer en bevindt zich aan de rand van Lakshmi Planum in de regio Ishtar Terra, in het quadrangle Lakshmi Planum (V-7).